# 伊万·布金
伊万·安德烈耶维奇·布金（俄語：Иван Андреевич Букин，1993年9月16日—），俄罗斯花样滑冰运动员，五次欧洲锦标赛奖牌得主、两次世界青年锦标赛奖牌得主、三次青年大奖赛总决赛奖牌得主。